# Senior (feudalizm)
Senior – w średniowiecznym feudalizmie europejskim określano tak osobę, która weszła w osobisty stosunek zwierzchni z wasalem.
We wczesnym średniowieczu była to osoba wolna, której wasal oddał się pod dożywotnią opiekę i służbę w akcie komendacji w zamian za dzierżawienie beneficjum. Później, w czasach ustroju lennego, seniorem stawało się poprzez zawarcie kontraktu lennego, w którym wystąpiło się jako strona zwierzchnia.
We Francji system wasalstwa-senioratu był tak popularny, że w kapitularzu z Meerssen z 847 roku wprowadzono przymus wybrania sobie seniora obejmujący wszystkich wolnych, a wszyscy seniorzy mieli stać się wasalami  monarchy. Możliwość zmiany seniora ograniczona była do ściśle określonych przyczyn zawinionych przez seniora (nałożenie na wasala bezzasadnych obowiązków, nastawanie na jego życie, uwodzenie jego żony bądź bezpodstawana odmowa jego ochrony), określał to kapitularz Ludwika Pobożnego z 816.